# Mihails Arhipovs
Mihails Arhipovs (Sigulda, 10 novembre 1984) è un bobbista lettone.

## Carriera
Attivo nei circuiti internazionali dal 2003, nella stagione 2005 partecipò ai mondiali juniores ottenendo quali migliori risultati un quinto e un ottavo posto.
Nella stagione 2005/06 Arhipovs ha ottenuto il suo miglior risultato in Coppa del Mondo (15º posto) sulla pista di Lake Placid, negli Stati Uniti.
Questi piazzamenti gli hanno consentito di sostituire Gatis Gūts come secondo rappresentante lettone nel bob a 4 per gli eventi della Coppa del Mondo di bob.
Nel 2006, fece parte della squadra lettone che si piazzò al 21º posto nella gara di bob a 4 dei XX Giochi olimpici invernali.
Ai mondiali del 2007, disputatisi a Sankt Moritz, Arhipovs si è classificato al 20º posto nell'evento a 2 e in 18ª posizione nell'evento a 4.